# International Data Group
L'International Data Group, Inc. (IDG) è una società avente sede legale nel Massachusetts e attiva in 147 paesi, la cui attività è incentrata su media, eventi e ricerca relativi all'ambito tecnologico. Fondata nel 1964 da Patrick Joseph McGovern a Newtonville, nel Massachusetts, l'organizzazione è composta da International Data Corporation (IDC) e IDG Communications, che comprende i marchi CIO, Computerworld, PCWorld, Macworld, InfoWorld e JavaWorld. È stata acquistata da China Oceanwide nel 2017 mantenendo la leadership negli Stati Uniti.

## Storia
L'International Data Corporation è stata fondata nel 1964 da Patrick Joseph McGovern a Newtonville, nel Massachusetts. Inizialmente la società ha prodotto una banca dati per l'installazione di computer (basata su un elenco di clienti acquistato da IBM) e ha pubblicato una newsletter "EDP Industry and Market Report" (sul modello della ADP Newsletter, pubblicata da The Diebold Group). Aziende come RCA, Univac, Xerox e Burroughs hanno pagato IDC per l'utilizzo della banca dati. Durante questo periodo, Mcgovern continuò a lavorare come scrittore per la rivista "Computers and Automation", la prima rivista di computer, pubblicata da Edmund Berkeley.
Al suo terzo anno, la società aveva un reddito di 154996 $ e un utile netto modesto di 2961 $. McGovern stava prendendo in considerazione l'idea di liquidare la società, quando ebbe l'idea di lanciare Computerworld nel 1967, che era una continuazione della newsletter mensile, pubblicata settimanalmente anziché mensilmente, in un formato diverso, con inserti pubblicitari, da cui ebbe origine il successivo braccio editoriale di IDG.
Successivamente, non riuscendo a prendere il controllo della rivista "Computers and Automation" dal suo amico e mentore Ed Berkeley, lasciò Berkeley e fondò PC World.
Nel 2017, IDC e IDG sono state acquisite da China Oceanwide Holdings Group.